# Реут, Фёдор Михайлович
Фёдор Михайлович Реут (9 декабря 1946, с. Никольское, Звенигородский район, Московская область, РСФСР — 25 октября 2011) — советский и российский военачальник, командующий Группой российских войск в Закавказье (1993—1997), генерал-полковник (1993).

## Биография
В 1968 г. окончил гвардейское Ульяновское высшее танковое командное училище имени В. И. Ленина, в 1978 г. — Военную академию бронетанковых войск имени Маршала Советского Союза Р. Я. Малиновского, в 1990 г. — Военную академию Генерального штаба Вооружённых Сил имени К. Е. Ворошилова.
- 1968—1975 гг. — командир танкового взвода в Ленинградском военном округе, танковой роты и танкового батальона в Забайкальском военном округе.
- 1978—1988 гг. — командир гвардейского танкового полка в Южной группе войск, заместитель командира 254-й мотострелковой Черкасской дивизии, заместитель командира и командир гвардейской танковой дивизии в Киевском военном округе.
- 1990—1991 гг. — командир 13-го гвардейского армейского Кёнигсбергского корпуса (Харьков).
- 1991 г. — первый заместитель командующего 22-й гвардейской Кёнигсбергской армией (Экибастуз).
- май 1991 — август 1992 гг. — командующий 7-й гвардейской армией (Ереван).
- сентябрь-декабрь 1992 г. — командующий войсками Закавказского военного округа.
- январь 1993-март 1997 гг. — командующий Группой российских войск в Закавказье.
- 1997—1999 гг. — в распоряжении Министра обороны РФ.

В отставке с 1999 года. Скончался 25 октября 2011 года в Москве.

## Награды
Орден «За личное мужество»
Орден «за военные заслуги»